# Paul Janes
Paul Janes (Küppersteg, Imperio alemán, 11 de marzo de 1912-Düsseldorf, Alemania Federal, 12 de junio de 1987) fue un jugador y entrenador de fútbol alemán. En su etapa como jugador profesional se desempeñaba como lateral derecho.

## Fallecimiento
Murió el 12 de junio de 1987 de un ataque al corazón mientras viajaba en un tranvía, a la edad de 75 años. Existe un estadio con su nombre, el Paul-Janes-Stadion.

## Selección nacional
Fue internacional con la selección alemana en 71 ocasiones y convirtió 7 goles. Formó parte de la selección que obtuvo el tercer lugar en la Copa del Mundo de 1934.

### Participaciones en Copas del Mundo
| Mundial                        | Sede    | Resultado        | Partidos | Goles |
| ------------------------------ | ------- | ---------------- | -------- | ----- |
| Copa Mundial de Fútbol de 1934 | Italia  | Tercer lugar     | 2        | 0     |
| Copa Mundial de Fútbol de 1938 | Francia | Octavos de final | 2        | 0     |

### Participaciones en Juegos Olímpicos
| Olimpiada                       | Sede          | Resultado        | Partidos | Goles |
| ------------------------------- | ------------- | ---------------- | -------- | ----- |
| Juegos Olímpicos de Berlín 1936 | Alemania nazi | Cuartos de final | 0        | 0     |

## Clubes

### Como jugador
| Club                      | País             | Año       |
| ------------------------- | ---------------- | --------- |
| Fortuna Düsseldorf        | Alemania nazi    | 1930-1940 |
| SpVgg. 1905 Wilhelmshaven | Alemania nazi    | 1940-1941 |
| Fortuna Düsseldorf        | Alemania nazi    | 1941-1942 |
| Hamburgo SV               | Alemania nazi    | 1942-1944 |
| Fortuna Düsseldorf        | Alemania ocupada | 1944-1946 |
| Eintracht Fráncfort       | Alemania ocupada | 1946      |
| Fortuna Düsseldorf        | Alemania Federal | 1946-1951 |

### Como entrenador
| Club               | País             | Año       |
| ------------------ | ---------------- | --------- |
| Fortuna Düsseldorf | Alemania Federal | 1949-1951 |
| Eintracht Trier    | Alemania Federal | ¿-?       |

## Palmarés

### Campeonatos regionales
| Título                            | Club               | País                | Año  |
| --------------------------------- | ------------------ | ------------------- | ---- |
| Gauliga Berg-Mark                 | Fortuna Düsseldorf | República de Weimar | 1931 |
| Campeonato de Alemania Occidental | Fortuna Düsseldorf | República de Weimar | 1931 |
| Gauliga Berg-Mark                 | Fortuna Düsseldorf | Alemania nazi       | 1933 |
| Gauliga Niederrhein               | Fortuna Düsseldorf | Alemania nazi       | 1936 |
| Gauliga Niederrhein               | Fortuna Düsseldorf | Alemania nazi       | 1937 |
| Gauliga Niederrhein               | Fortuna Düsseldorf | Alemania nazi       | 1938 |
| Gauliga Niederrhein               | Fortuna Düsseldorf | Alemania nazi       | 1939 |
| Gauliga Niederrhein               | Fortuna Düsseldorf | Alemania nazi       | 1940 |
| Bezirksliga Berg-Mark             | Fortuna Düsseldorf | Alemania ocupada    | 1947 |

### Campeonatos nacionales
| Título            | Club               | País          | Año  |
| ----------------- | ------------------ | ------------- | ---- |
| Campeonato alemán | Fortuna Düsseldorf | Alemania nazi | 1933 |

### Distinciones individuales
| Distinción                                          |
| --------------------------------------------------- |
| Medalla de Honor de Oro del Fortuna Düsseldorf      |
| Medalla de Honor de Diamante del Fortuna Düsseldorf |
| Nombrado miembro honorario del Fortuna Düsseldorf   |